# I Rougon-Macquart

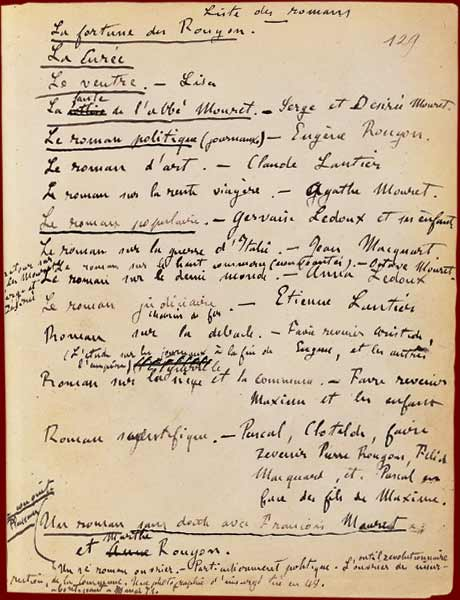
Una nota di Zola del 1872 che nomina 17 idee di romanzi. Alcune non verranno portate a termine, altre le svolgerà più tardi.

I Rougon-Macquart. Storia naturale e sociale di una famiglia sotto il Secondo Impero (Les Rougon-Macquart. Histoire naturelle et sociale d'une famille sous le Second Empire) è un ciclo di venti romanzi dello scrittore francese Émile Zola pubblicati tra il 1871 e il 1893.

## Elenco dei romanzi
1. La fortuna dei Rougon (1871)
2. La cuccagna (1871)
3. Il ventre di Parigi (1873)
4. La conquista di Plassans (1875)
5. La colpa dell'abate Mouret (1876)
6. Sua Eccellenza Eugène Rougon (1876)
7. L'ammazzatoio (1877)
8. Una pagina d'amore (1879)
9. Nanà (1880)
10. Quel che bolle in pentola (1882)
11. Al paradiso delle signore (1883)
12. La gioia di vivere (1883)
13. Germinale (1885)
14. L'Opera (1886)
15. La terra (1887)
16. Il sogno (1888)
17. La bestia umana (1890)
18. Il denaro (1891)
19. La disfatta (1892)
20. Il dottor Pascal (1893)

### Ordine di lettura
Per quanto ogni romanzo possa essere letto a sé stante, l'ordine cronologico della loro stesura può essere alterato secondo il suggerimento dello stesso Zola che ne diede uno possibile secondo i numeri 1, 6, 2, 18, 16, 4, 10, 11, 5, 8, 3, 12, 7, 14, 17, 13, 9, 15, 19 e 20.

## Struttura
Con questi romanzi Zola intende descrivere la vita di una ricca famiglia attraverso il loro albero genealogico riflettendo così la storia di un'epoca: quella che a partire dal colpo di Stato fino alla sconfitta di Sedan portò la Francia sull'orlo della rovina.
Nell'introduzione all'opera l'Autore delinea il suo progetto narrativo che è quello di rappresentare la società contemporanea in modo scientifico, in quanto studiata nelle sue connotazioni genetiche e sociali, oltre che nelle determinazioni dovute all'ambiente e al tempo storico, individuate come altrettante “leggi”.
L'autore, in linea con i principi letterari del naturalismo, vuole dimostrare che l'ereditarietà, così come la gravità, ha leggi ben precise "e che tra vizi e virtù ogni ambiente offre all'artista un mezzo espressivo e nello stesso tempo un'ispirazione scientifica, guidata al beneficio dell'umanità".

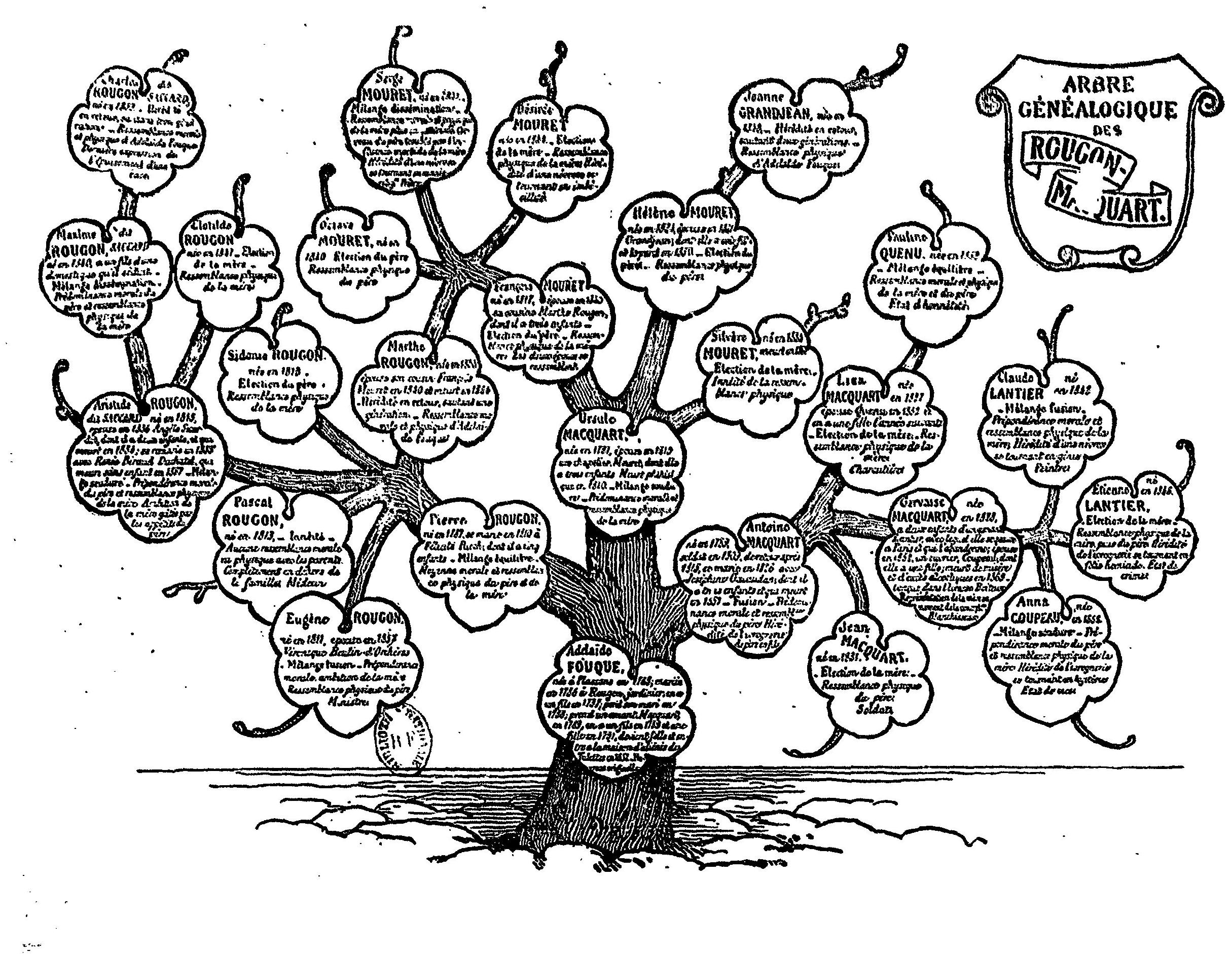
L'albero genealogico dei Rougon-Macquart secondo una nota in Una pagina d'amore

Il ciclo si apre con La fortuna dei Rougon del 1871, dove viene studiata la vita di una famiglia che nel momento del colpo di stato di Luigi Napoleone cerca di far fortuna con ogni mezzo, per concludersi nel 1893 con Il dottor Pascal, l'ultimo della famiglia dei Rougon che studia in modo scientifico la stessa per scoprirne le leggi ereditarie.
Intercorrono tra questi due romanzi La cuccagna, sempre del 1871, dove viene descritta la corruzione che raggiunge ormai non solamente le alte classi sociali ma anche il popolo e la borghesia, Il ventre di Parigi del 1873, dove si assiste alla repressione delle persone umili e oneste che cercano di ribellarsi alla tirannia napoleonica. Seguono La conquista di Plassans del 1874 dove la decadenza della provincia viene esaminata con particolare rigore attraverso la descrizione dei personaggi, La colpa dell'abate Mouret del 1875, con una Sua Eccellenza Eugène Rougon del 1876, basato sulle mire di potere del protagonista, L'ammazzatoio del 1877, quello che ha cominciato a dare all'autore notorietà, Una pagina d'amore dello stesso anno, con la storia di Hélène, vedova che non si vuole piegare al suo destino, Nanà del 1878, ritratto spietato di una donna che si stacca dalla famiglia per diventare attrice e prostituta, Quel che bolle in pentola del 1882, basato sul desiderio di mantenere l'onore e trovare dei buoni matrimoni per le figlie della borghesia, Al paradiso delle signore del 1883, ambientato nei nascenti grandi magazzini parigini, La gioia di vivere del 1884, Germinal del 1885, altra opera considerata al tempo della pubblicazione e successivamente come fondamentale, L'Opera del 1886, sulla passione per l'arte, La terra del 1887, ambientato nel mondo dei contadini, Il sogno del 1888, La bestia umana del 1890, con quasi a protagonista la locomotiva a vapore, Il denaro del 1891 e La disfatta del 1892.

## L'albero genealogico dei Rougon-Macquart
La stirpe dei Rougon-Macquart comincia con Adelaïde Fouque (nata nel 1768 in Plassans, una città di finzione della Provenza e morta nel 1873). Dal suo matrimonio con Rougon nasce il figlio Pierre; ma la donna ha anche un amante, il contrabbandiere Macquart, dal quale ha due figli: Ursule e Antoine Macquart. I due rami della famiglia sono separati, il primo con membri che appartengono alle classi superiori (i Rougon) e il secondo con personaggi di estrazione più povera (i Macquart). Vi è poi un terzo ramo, i Mouret, che discendono da Ursule, la quale ha sposato un borghese con i loro tre figli che appartengono a una classe di mezzo. Secondo l'ereditarietà (principio in cui Zola credeva), dato che la capostipite aveva una piccola ma sicura tara mentale, anche i suoi discendenti hanno dei problemi: ai Rougon interessano il potere, il denaro e gli eccessi; i Macquart, cresciuti tra maggiori difficoltà, cadono preda di vizi manifestati come alcolismo (L'ammazzatoio), prostituzione (Nanà), e omicidio (La bestia umana). I Mouret, in genere più bilanciati, non sono però immuni dalle tentazioni, come l'Abbé Mouret che prova desiderio contrastato per una giovane donna (La colpa dell'abate Mouret).
Pierre ha cinque figli: Eugène, Pascal, Aristide, Sidonie e Marthe; Ursule ne ha tre: François, Hélène e Silvère; e Antoine ne ha pure tre: Lisa, Gervaise e Jean. Nella generazione successiva Aristide ha tre figli: Maxime, Clotilde e Victor; Sidonie, Hélène e Lisa hanno una figlia ciascuna (rispettivamente Angélique, Jeanne e Pauline); Gervaise ha quattro figli (Claude, Jacques, Étienne e Nanà); Marthe (una Rougon) e François (un Mouret) hanno insieme tre figli: Octave, Serge e Désirée. In Nanà si parla di un figlio della protagonista, Louiset, morto a tre anni di vaiolo; ne Il dottor Pascal si prosegue con Charles e un altro non nominato (rispettivamente figli di Maxime e Clotilde) e ne L'Opera appare un figlio di Claude: Jacques-Louis.
```

                                      ┌─ Eugène Rougon      ┌─ Maxime Rougon Saccard ────── Charles Rougon Saccard
                                      │     1811-?          │     1840-1873                     1857-1873
                                      │                     │
                                      ├─ Pascal Rougon      ├─ Clotilde Rougon Saccard ──── un figlio
                                      │     1813-1873       │     1847-?                        1874-?
                                      │                     │
                 ┌─ Pierre Rougon ────┼─ Aristide Rougon ───┴─ Victor Rougon Saccard
                 │    1787-1870       │     1815-?                1853-?
                 │                    │
                 │                    ├─ Sidonie Rougon ────── Angélique Rougon Saccard
                 │                    │     1818-?                1851-1869
                 │                    │
                 │                    └─ Marthe Rougon ───┐ ┌─ Octave Mouret ────────────── due figli
                 │                          1819-1864     │ │     1840-
                 │                                        │ │
                 │                                        ├─┼─ Serge Mouret (prete) ─────── un figlio e una figlia
                 │                                        │ │     1841-?
                 │                                        │ │
                 │                    ┌─ François Mouret ─┘ └─ Désirée Mouret
                 │                    │     1817-1864            1844-?
                 │                    │
Adélaïde Fouque ─┼─ Ursule Macquart ──┼─ Hélène Mouret ────────── Jeanne Grandjean
   1768-1873     │     1791-1840      │     1824-?                      1842-1855
                 │                    │
                 │                    └─ Silvère Mouret
                 │                          1834-1851
                 │
                 │                    ┌─ Lisa Macquart ─────── Pauline Quenu (rimasta nubile)
                 │                    │     1827-1863             1852-?
                 │                    │
                 │                    │                     ┌─ Claude Lantier ──────────── Jacques-Louis Lantier
                 │                    │                     │     1842-1870                    1860-1869
                 │                    │                     │
                 └─ Antoine Macquart ─┼─ Gervaise Macquart ─┼─ Jacques Lantier
                       1789-1873      │     1829-1869       │     1844-1870
                                      │                     │
                                      │                     ├─ Étienne Lantier ─────────── una figlia
                                      │                     │     1846-?
                                      │                     │
                                      │                     └─ Anna Coupeau detta Nanà ─── Louis Coupeau detto Louiset
                                      │                           1852-1870                    1867-1870
                                      │
                                      └─ Jean Macquart ───────── due figli
                                            1831-?

```